# お花のセンセイ
『お花のセンセイ』（おはなのセンセイ）は、2020年からテレビ朝日系で放送されているテレビドラマシリーズ。主演は沢口靖子。
第1弾は2020年8月30日（日）に「日曜プライム」枠で放送。第2弾は2021年12月23日（木）にドラマスペシャルとして放送。
華道家元の女性が社会の闇に直面しながらも、新人議員として「世界一の誠実さ」をモットーに奮闘していくさまを描く。

## キャスト

### レギュラー
鳳丸子（おおとり まるこ）
演 - 沢口靖子（幼少期：三上さくら〈第1弾〉）
華道・鳳流家元。
極めて真面目で、融通が利かない性格。与党・自由新進党から衆議院議員選挙の比例代表での要請を受けて立候補し衆議院議員となる。
「第2弾」では、比例区から東京都26区（架空の選挙区）に異動。2期目に入る。
幸田光喜（こうだ こうき）
演 - 八嶋智人
新人議員となった丸子の政策秘書。
自由新進党の上層部からお目付け役を命じられるが、自由奔放な丸子に振り回される羽目に遭う。
昔のあだ名は「あーだこーだの幸田光喜くん」。
福武不二雄（ふくたけ ふじお）
演 - 梶原善
朝毎新聞社社会部の遊軍記者。
当初は丸子のことを軽視していた部分があったが、次第に彼女の誠実さに惹かれていく。
昔のあだ名は「福の寄りつかない福武」。
江ノ島薫（えのしま かおる）
演 - 伊藤修子
丸子のアシスタント兼お世話係。
加持勘三（かじ かんぞう）
演 - 伊東四朗
丸子の叔父。

### ゲスト
第1弾
- 戌井一多（鶴崎仙吾の政策秘書） - 吉満寛人
- 大久保新（日空運輸流通管理課長） - 尾崎右宗
- シウバ（日空運輸流通管理課の従業員） - 植野行雄
- 大久保佐江（大久保の妻） - 川﨑初夏
- 林（公設秘書） - 小林博
- 森（公設秘書） - 松下宣夫（デニス）
- ファン・タイン・トラン（ベトナム人・ダオの父） - ファイサ・アンワ
- ダオ（ベトナム人少女） - 黒津ロア
- 磯亀金四郎（与党・自由新進党磯亀派会長） - 麿赤兒
- ロディ（スーパー「フレッシュランド フェルカ」のパート店員） - gb（ジービー）
- タン（意見交換会の参加者） - ラニ・パンギリナン
- 鳳（丸子の亡き父） - 白仁裕介
- 鶴崎仙吾（与党・自由新進党の重鎮で鶴崎派会長） - 西岡德馬

第2弾
- 萩原大樹（NPO法人いつものたまりば スタッフ・元大学院生） - 鈴木仁
- 湯島晃（関東工科大学大学院 教授） - 遠山俊也
- 蓮沼本也（ミラクルマッチング 代表） - 篠山輝信
- 百瀬（梅村幸之介の秘書） - 山口竜央
- パン屋の店長 - 三ツ矢雄二
- 警察官 - まいど豊
- 課長 - 俵木藤汰
- 同僚 - 竹井亮介
- 桜井長作（自由新進党衆議院議員） - 越村公一
- 菊池与三郎（自由新進党衆議院議員） - 小杉幸彦
- 柳田誠一（県庁職員・地域振興局長） - 九十九一
- NPOスタッフ - 氏家恵
- 萬屋吉康（内閣府参事官補佐） - 山崎樹範
- 梅村幸之介（自由新進党最高幹部） - 伊武雅刀

## スタッフ
- 脚本 - 関えり香
- 監督 - 本橋圭太
- 生け花指導 - 平間磨理夫
- 法律監修 - 柴崎菊恵
- 技術協力 - WING-T、Kカンパニー
- 音響効果 - スポット
- ポスプロ - MITOMO STUDIO（三友）
- ゼネラルマネージャー - 関拓也（テレビ朝日）
- プロデューサー - 残間理央（テレビ朝日）、岩崎文（ユニオン映画）
- 制作 - テレビ朝日、ユニオン映画

## 放送日程
| 話数 | 放送日         | サブタイトル                                                                                                 | 脚本     | 監督     |
| ---- | -------------- | --- | -------- | -------- |
| 1    | 2020年8月30日  | 華道家元にして新人議員!? 頑固なヒロイン・鳳丸子が、よりよい日本のために国会で大暴走！                        | 関えり香 | 本橋圭太 |
| 2    | 2021年12月23日 | 華道家元・鳳丸子が魔の2回生議員に! 再選したとたん大豹変＆立てこもり事件に突入! 永田町の“闇”を…「ぶっ壊す」!? | 関えり香 | 本橋圭太 |